# Rockman (アンプ)
Rockman（ロックマン）は、アメリカ合衆国のロック・ミュージシャンであるトム・ショルツが開発した、エフェクター及びギターアンプのブランド名である。
ショルツが開発の為に設立したSR&D（Scholtz Research & Development）社はDunlop Manufacturing社に買収された。一部製品と、回路の特許権を利用して開発された同機能の別ブランドの製品は、同社によって販売されている。

## 経緯
1970年代半ばにショルツは自宅の地下室でレコーディングし、1976年にバンド「ボストン」のデビュー・アルバムとして発表した。彼が音作りに使用していたエフェクターやアンプなどは殆どが改造されたものでむき出しの状態のものが多く、ライブでの使用に対しては脆弱だった。ボストンのコンサート・ツアーを行なうにあたって、彼は改造した機材と同じ音を再現してライブでも使用可能なユニットを作る必要に迫られた。そこで試作的に作ったのが、減衰器のPower Soakである。
1979年、日本でソニーがポータブルオーディオプレーヤーであるウォークマンを発売し、社会現象になるほどの大ヒットを飛ばす。これが海外でも有名となり、彼は「どこへも持ち運びが出来てギターが愉しめる」商品を考案する。これがポータブルヘッドフォンアンプであるRockmanの開発のきっかけである。Rockmanの音は基本的にボストンのギターサウンドを作るためにも開発されたため、細かなパラメータは調整出来ず、全て音はプリセットされたものである。しかしその4種のプリセットされた音がどれも特徴的で、音質の良いものであり、またステレオのコーラスとエコーの付与などといった、エフェクターを繋げてそれらを付与していた当時としてはあまりにも奇抜で、後々の改良版であるX100から海外ではヒットを飛ばし、多くの著名人が使用するようになった。
X100がヒットした後、彼はより細かくパラメータを調整出来るハーフラックエフェクターを次々と開発し、それらを販売すると共に自分もライブなどで使用するようになった（現在でもライブでは必ずラックに積まれている）。徹底的にアナログ回路にこだわり、その分ノイズも多かったが、唯一無二のサウンドとして話題となった。
XPRなどの完成型マルチエフェクターを発売した90年代初頭、楽器市場ではデジタル回路によるエフェクターが爆発的なブームとなり、アナログ回路であるRockmanシリーズの売り上げは急激に落ち込む。デジタル回路はノイズが極端に少なく、生産コストも取り分け安いので、ハンドメイドの部分が多く生産コストの高いRockmanは市場についていけなかったと考えられる。
やがてショルツはSR&D社をDunlop Manufacturing社に売却して、製造業から脱退した。
その後、デジタルエフェクターが主流になった頃、アナログ回路のエフェクターが再評価され始め、Proco RatやMXR Distortion+、Fuzz Face、空間系ではT.C. Electronic SCFなどが復刻や改良といった形で発表される。Rockmanのエフェクターシリーズも、「過去の製品」を海外のみならず日本でも再生産を求められてはいるものの、現在では生産されていない部品を多く使っており（特にBBD素子などの遅延素子類）、現状は厳しいようである。

## 日本の市場
日本では当時、X100の価格が7万円前後したこともあり、手を出せる人はあまり多くなかった。しかしハーフラックエフェクターは、その扱いやすさや、当時の有名アーティストなどが多数使用していたため、ある程度は売れた。
90年代に入り、Rockmanの代表機種の製造ラインが中止された頃、B'zの松本孝弘がXPRをライブで使用し、またレコーディングでSustainorを使用していた事が広まり、もう既に製造が打ち切られていたこともあり中古市場価格が一気に暴騰。中古とは名ばかりに新品と同等の値が付けられ、ファンがこぞって手に入れ、市場には殆ど出回らなくなった。
やがてブームが去ると市場に次々と放出され、人気機種のXPRやSustainor、X100、空間系モジュレーション以外は市場でもよく見かけられるようになった。

## Rockmanブランドの製品一覧

### ヘッドフォンアンプ
Rockman
1982年に発売された、最初のヘッドフォンアンプ。元々はソニーのウォークマンのように、どこででも手軽にエレキギターをヘッドフォンで楽しめるようにというコンセプトの下開発された。またショルツがボストンの名義で発表した作品で有名な、古いマーシャル社のアンプを改造して作り出した、中音域が強調された音を多重録音で分厚くしたものを単体のシステムで再現する為にも作られた。Power Soakのヒットに続きこちらも売り上げは好調であった。
コンプレッサー、サスティーンが自動で搭載され、Max、-5dB、-10dBと3種類のスライドスイッチ式の音量調節がある。更に下記のDST、Edge、CLNにはキャビネットシミュレータが搭載されている。
- CLN2：低音が強調され、自然なサスティーンを持つエレアコのようなクリーンサウンド。
- CLN：高音が強調され、キャビネットシミュレータでサスティーン調整されたクリーンサウンド。
- Edge：リズムギター用の、アンプなどではクランチに相当する歪みの弱いディストーション。
- DST：リードギター用の、中音域が強烈にブーストされた歪みの強いディストーション。

更にステレオのアナログコーラスとエコーのエフェクトを追加したヘッドフォンアンプ。コーラスとエコーの同時オフは出来ない（コーラスのみか、エコーのみか、両方同時に掛ける）。更に入力ゲインを調整するためのアッテネーターが搭載されている。また、ライン録音等で使用するLow Level Outジャックと、モニタースピーカーやヘッドホンに出力するPhones Outミニジャックの2種類がある。Rockman I、II、IIBの3種類あり、それぞれ若干の回路変更がある。電源は単三電池8本か、電池ホルダーに挿入して電源を得る専用アダプターか、側面にある⌀3.5 ミニジャック式の、+6.4V/-6.0V 200mA VDCアダプター（Rock Adapter）を使用。
Ultra Light
1983年に発売された、Rockmanの廉価版。基本的にRockmanと同じだが、エコーのエフェクトが取り除かれ、コーラスエフェクトの入り切りのみとなっている。
X100
1984年に発売されたもので、基本的にRockmanと機能は同じ。回路構成が新調され、ノイズを少なくして音の粒立ちを向上させたもの。海外ではこの銘柄が特に有名になった。94年まで発売され、10th Anniversary版を発売した後製造中止になった（10th Anniversary版は特に人気があり、在庫数の少なさも相俟ってプレミアが付く）。
Soloist
X100と同時期に発売されたもので、X100の廉価版。CLN2のモードが取り除かれ、コーラス、ショートディレイ、エフェクト無しの3種類のモード切り替え式になった。またディストーションのキャラクターがX100とは異なると言われており、こちらを好むという人も多い。Rockman Soloistと書かれているものと、Soloistのみ書かれているものの2種類が存在した。
Bass Rockman
1984年に発売されたベース用のヘッドフォンアンプ。ノイズゲート、コンプレッサー等のオン・オフ機能が搭載され、サスティーン調整、Dist、CLNの2種のステレオコーラス効果、BRT(高音域)、MID（中音域）、FAT（低音域）の3種のプリセット式イコライザなどが搭載されている。個体数が極めて少ない。
Guitar Ace
1990年に発売されたヘッドフォンアンプ。コンプレッサー、サスティーンが自動搭載される。
- CLN：コンプレッサーの効きが強い、高音と低音が強調されたクリーンサウンド。
- SEMI DST：クランチに該当する、歪みが非常に弱いディストーション。
- HVY DST：歪みの強い、オーバードライブよりのディストーション

の3種類のプリセットされた音とボリュームノブのみで構成されている。また電源は9V電池1個の仕様で（アダプターは12Vで内径⌀2.5 のもの）、HVY DSTでは音圧が下がる補正が掛かる。Jim Dunlop社によって、2010年4月現在も販売されている。SR&D社から発売されたものは会社のロゴが入っているが、Dunlop社から発売されているものはロゴが取り除かれている。しかし表面には「Tom Scholtz」のサインがプリントされている。
Metal Ace
1994年に発売。機能はGuitar Aceと全く同じだが、オーバードライブよりのGuitar Aceに対し、こちらは歪みが深くディストーションよりである。こちらもGuitar Ace同様販売されている。
Bass Ace
90年代に発売された、ベース用ヘッドフォンアンプ。Mid Boost（中音域の周波数特性のブースト）、Treb Boost（高音域の周波数特性のブースト）、ボリュームノブのみの機能で、コンプレッサーは自動搭載、モノラル出力のみとなっている。こちらもGuitar Ace同様現在販売されている。

### ハーフラック・エフェクター
ラックマウント型のエフェクターの半分の大きさなのでこう呼ばれる
Sustainor
1985年に発売された、コンプレッサー、ノイズゲート、プリアンプの機能を搭載したエフェクター。下記の機能が搭載されている。
- Compressor：入力時の音量調整や圧縮値のLED表示、サスティーン調整。
- (Smart) Gate：ノイズゲートで、掛かる速度の調整。
- Distortion/Filters：Rockman（X100）にもあったDST、Edge、CLN、CLN2の4種の音を、CH1とCH2の2つのチャンネルにプリセットする。CH1とCH2はフットスイッチによって切り替える。
- Gain Boost：DSTは7dB、Edgeは14dBのゲインブーストをする。
- Auto CLN：Edgeにおける、ボリュームノブを絞ってクリーンサウンドに変える機能。音量はSustainor自体が自動調整する。Auto CLNで作られたクリーンサウンドは、ディストーションの流れを受け継いで中音域が強調されている。更にEdgeの音圧を上げる機能も兼ね揃えている。
- Semi CLN：CLNモードにおける、ゲインを上げ、音圧を上げ若干歪ませる機能。
- Treb Trim (Dist Edge EQ Trim)：高音域の増減を設定する。-4〜4dBの間で調整可能。これはDST、Edgeで下記のTreb Boostでは足りない、若しくは不要な高音域をブースト/カットする。
- Phase Notcher：ライン録音時にノッチを作り、フェイズ打消し効果によって音の太さを維持するための機能。
- Treb Boost：高音域のブーストで、0〜20dBの間で調整可能。現場（スタジオやライブ会場など）での最終調整に用いられる。
- RTHM Vol：低音域をラッチ信号で調整する。-6〜0dBのカットのみ可能で、低域がゲインと共に減少する。
- Freq：1〜3kHzまで調整可能なイコライザで、強調したい部分に合わせられる。

またCH1とCH2のそれぞれ独立した音量調節がある。
Sustainorはいくつかのバージョンがあり、Model 100、Model 100A、Model 200、Model 200 (Double IC Model)の4種類があり、最終型のDouble IC Modelが最も出来が良いとされている。こちらもB'zが使用した事で知られ、日本でも人気が高い。
Stereo Chorus/Delay
1985年にSustainorと同時に発売された、最初のモジュレーション系のエフェクター。ステレオ/モノラル仕様で、アナログのコーラスとディレイが搭載されており、遅延素子はBBD MN3005を採用している。
- Sweep Speed：コーラスの揺らぎの速度調整。0.25〜1Hzの間で調整可能。
- Long Chorus：コーラスの揺らぎ速度を上げ、深く奥行きのある効果を作る。
- Mode Select：コーラスかディレイを選択する。同時に使用する事は出来ない。フットスイッチを使って制御する事も可能。
- Feedback：ディレイの持続時間の調整。1〜∞の間で調整可能。
- Delay Vol：ディレイの音量調整。掛け方でディレイ・エコー・リバーブなどを再現できる。
- Delay Time：ディレイの遅延時間調整。通常で20〜60ms、Longスイッチ投入で40〜200msの間で調整可能。
- Output Mix：コーラスとディレイの2chの出力方式を下記により選択。
- Wide Stereo：ステレオによる出力で、コーラスは正相と逆相による重なりでコーラス効果を作り、ディレイは左から右へ流れる効果を作り出す。
- Normal：ステレオ/モノラル出力で、ステレオの場合コーラスではSweep Speedが速くなり、Wideよりも若干浅い。モノラルでは、ステレオに主眼を置いているため、非常に浅いコーラスとなっている。ディレイではWideよりも若干狭くなっている。
- Equal：モノラル出力で、Sweep Speedが速く深いコーラス。クリーンサウンドに用いられる事が多い。ディレイではアナログエコー特有の残響音が強調される。
- Subtle Mono：モノラル出力で、非常に浅いコーラス効果で、ディストーションに用いられる事が多い。ディレイでは残響音、フィードバックが弱くなっている。

またフットスイッチでOutput Mixを2chにプリセットして制御でき、バイパスも可能。
Distortion Generator
1987年に発売された、ディストーション専用のエフェクター。コンプレッサーが搭載され、サスティーン調整を可能。
- Distortion Harmonix：ディストーションのゲイン調整を行う。Lowでオーバードライブ、Midで通常のディストーション、Highで強烈なディストーションの3種類をスライドスイッチで切り替え可能。
- Pre Dist EQ：Bass Boost、Mid Boost、2kHzの3種類のイコライザがあり、Bassは-5〜5dBの間でブースト、カット可能。Midは0〜10dBの間でブーストのみ、2kHzは-10〜0dBの間でカットのみとなっている。
- Treb Boost：Sustainorのものに順ずる。0〜20dBの間でブーストのみ可能。これは音の周波数帯域を調整するのではなく、アンプ出力時の高域調整となっている。奥行きのある音から、前面に押し出したような音などを再現する。
- Auto CLN：Sustainorのものに順ずる。ギターのボリュームノブの調整でクリーンサウンドに変えられるスイッチ。また出力時の音圧を上昇させる効果を持つ。ボリュームノブを絞るため音が小さくなるのを自動で補正する。
- Phase Notcher：Sustainorのものに順ずる。フェイズ打ち消し効果で、ライン録音時に音の太さを維持するための機能。

Stereo Chorus
1987年に発売された、アナログコーラスのエフェクター。T.C.のものよりもエフェクト効果が細いとされている。BBD MN3007素子を採用している。
- Sweep Speed：揺らぎの速度調整。0.25Hz〜1Hzの範囲で調整可能。Hzが多ければ多いほど、うねりが速くなる。
- Long Chorus：コーラス効果の深みを強く掛ける。この場合、Alt Mixもオンになる。
- Delay/Direct Mixer：下記における出力方式の選択をする。
- Wide Stereo：ステレオ出力によるコーラスで、正相と逆相による重なりでコーラス効果を作り出す。非常に深みのあるコーラス。
- Normal：Wideと同じだが、モノラル出力も可能。Sweep Speedが上がり、深みが浅くなっている。
- Equal：こちらもステレオとモノラル両方で可能。ステレオはSweep Speedが非常に速く、深みが更に浅くなっている。モノラルではSweep Speedが速く深みのあるコーラス。
- Subtle Mono：モノラル出力専用で、Sweep Speedが遅く浅いコーラス。ディストーションに用いられる事が多い。

またフットスイッチでSweep Stop（非常に浅いコーラス効果）、Long Chorus、Alt Mix（2チャンネル間にプリセットされた出力方式の混合処理)、バイパスなどを操作可能。
Stereo Echo
1987年に発売された、アナログディレイのエフェクター。ステレオ出力前提に作られており、L（左）とR（右）の両方のディレイタイムや音量調節が搭載されている。遅延素子はBBD MN 3007を採用。
- Feedback：Stereo Chorus/Delayに順ずる。ディレイの持続時間を設定する。1〜∞まで調整可能。
- Delay Time：Lで75〜300ms、Rで125〜500msまで調整可能。全体的にStereo Chorus/Delayよりもディレイタイムが長く調整されている。
- Pan Select：出力方式をスライドスイッチで選択。上部はモノラル出力で、原音がはっきりしているディレイ。中間はステレオ出力で、エコーの残響音を強調する。下部は左のスピーカーから原音を出し、右から残響音を流す方式。

また左右独立した音量調節がある。フットスイッチでバイパスする事が可能。
現在、アナログディレイのエフェクターでは他のエフェクターと比較しても出来が良いため、価値が上がっているシステムの一つ。
Instrument Equalizer
1987年に発売されたグラフィックイコライザ。MXRの10バンドイコライザをモチーフに作られており、特殊な帯域（700、1.4k、2.8k）を組み込ませている。
- Drive Level Hot：アンプかミキサー、ライン等へ接続する際の音の調整を行うスイッチ。アンプでは高出力にし、ラインやミキサーでは低出力にする。
- Bass：62、125、250Hzの3種類。
- Middle：500、700、1k、1.4k、2k、2.8k、4kHzの7種類。特殊な帯域を組み込ませ、細かな調整が可能となっている。
- Treble：8k、16kHzの2種類。

またノイズリダクション回路が組み込まれている。フットスイッチか表面のスイッチでバイパスも可能。
Midi Octopus
1988年に発売。エフェクターのラッチ信号をMIDIによって管理する機材。フットスイッチで制御可能な箇所を最大8系統まで同時に管理し、100通りまでプログラムしたものを保存出来る。更にMidi用のフットスイッチで任意に操作可能。発売された年によってデザインが若干異なる。
Guitar Compressor
1989年に発売されたコンプレッサー。Bostonサウンドで顕著にうかがえるコンプレッション、サスティーンを得られる。
- Mode：Normalで通常の出力、Anti Noiseでノイズを軽く除去、Bypassで完璧に除去する代わりに原音も弱くなる。
- Treble Boost：Flatで通常の高域ブーストが掛かり、12、24dBと更にブースト可能。24dBにはCLN2と書かれており、CLN2を奏でる事も可能。

フットスイッチでバイパスの他、Lead Leveler Boostという更に強烈に圧縮して音圧を上げる機能も搭載されている。
Smart Gate
1989年に発売されたノイズゲート。弾いた時の音の長さによって効いてくる速度が自動調整される。またHiss、Mid Band、Full Bandと周波数帯域で機能を発動させる事も可。High Trigger Rangeの機能で更に強烈にノイズを除去するが、原音も著しくカットされる。現在、Jim Dunlop社のエフェクターのブランドであるMXRシリーズに、このシステムの回路を使ってコンパクトエフェクターの仕様にしたM-135 Smart Gateというものが販売されている。

### ラックマウント型エフェクター
XPR
ハーフラックエフェクターの機能を全て搭載し、更にMIDIで100通りまでエフェクト効果を管理出来るマルチエフェクター。機器の左から右へ下記のように構成されている。
- サスティーン調整。入力ゲインを0、8、16、24の4段階で調整できる。
- 入力時のBASS、1.6kHz、Trebの3バンドのイコライザ。それぞれ-10、-5、0、+5、+10の間で調整可能。
- ディストーション/フィルターセクション。下から以下の様に設定されている。
- 緑の箇所の下はX100やサスティナーのCLN2に該当する、エレアコのようなクリーンサウンド。
- 緑の箇所の上はX100やサスティナーのCLN1に該当する、高域の強いクリーンサウンド。
- 黄色の箇所の下はサスティナーのセミクリーンサウンドで、サスティナーのものよりも歪む。
- 黄色の箇所の上はEdgeに該当するサウンド。オートクリーン機能は初めから実装されている。X100やサスティナーよりもゲインが低く設定されている。
- 赤の箇所はサスティナーで言うDistに該当し、上下でゲインの量が変わる。またCLN1とミックスしてオートクリーン機能を搭載する事も可能。
- エフェクトループ。
- 5段階（Stop、Slow、Normal、Fast、XFST）の揺らぎ速度が調整出来、ステレオ/モノラル出力の切り替えが可能なコーラス。
- 2種類のリバーブに加え、ステレオ出力の左30、右60〜左右最大340msまでディレイタイムを調整可能なステレオエコー。フィードバックは1で固定。
- 150、500、1k、2k、5kHzの5バンドのイコライザ。-8〜+8まで調整出来る。また、出力時のボリュームも調整可能。
- トレブル（高音域）及びバス（低音域）の調節が可能なマスタ音量。

日本ではB'zが使用した事により一気に話題となり、特に価格が暴騰した機器の一つである。
XPRa
XPRの改良版。XPRで問題となっていたノイズの多さを解消し、エフェクト効果を強くしたもの。ディストーションの歪みが軽減されている。
Pro Bass Rockman
ベース用のマルチエフェクターで、サスティーンの掛かり具合の調整、コーラス、オーバードライブなどの調整、フットスイッチで調節可能な3バンド(Bass、Mid、Treb)のイコライザに加え32Hz - 8kHzまでの9バンドのグラフィックイコライザで構成されている。
PGE-2 Instrument Equalizer
14バンドを搭載したグラフィックイコライザーで、その内の7バンドは前述のInstrument Equalizerと同じ周波数帯域で中音域に集中している。また100通りのエフェクト効果をMIDIで管理する事も可。
Rockmount RM-10/RM-20
Rockman製のヘッドフォンアンプをラックマウント型にするための機器。ヘッドフォンアンプの電源供給やボリューム調節、エフェクトの入り切りやギターからの入力や他の機器への出力等を担う。
Rockbox
3Uまで（ハーフラックのみの構成で計6台、1Uラックのみで計3台で組み合わせられる）ラック型エフェクターを搭載出来る箱型のラック。電源供給やエフェクターのスイッチの役割を果たす。

### コンパクトエフェクター
Acoustic Guitar Pedal
音量調節、ゲイン調整の他にTop（高音域調整）、Body（低音域調整）が付いたコンパクトエフェクターで、アコースティックギターの音をエレキギターでシミュレートするもの。
Ultimatum Distortion Generator
ハーフラック型のDistortion Generatorの機能を簡素化し、ペダル式にしたもの。音量、Treble（高音域）、Bass（低音域）、Gainの4つのダイヤルのみで構成されている。ハーフラック型のものよりもゲインが強いとされている。こちらは2種類あり、Ultimatum Distortion IIという改良版があった。
RW-1
ワウペダル。

### ギターアンプ
XPR Superhead
XPRを搭載したスタック型アンプのヘッド部分。トランジスタのプリアンプとパワーアンプが内蔵されている。個体数は少ない。唯一Bostonのライブで使用されたXPRシリーズの一つ。
XP-100
XPRを搭載した、100Wの2Wayスピーカー搭載アンプ。中央に切れ込みがあり、そこから分離させる事が出来、ステレオサウンドを出す事が出来る。
XP-100a
XP-100と同じ仕様で、XPRaを搭載したアンプ。
XP-212
XPRを搭載した、100Wのアンプ。
Sustainor-12
Sustainorを搭載した、50Wのアンプ。ほぼ出回っていない。
A12-50
SR&D社の後期の製品。2チャンネル仕様で、クリーンではゲインとボリュームに加え、SustainorのSemi Clean機能が搭載されている。ディストーションではゲインとボリュームのみとなっている。またBass、Midrange、Trebleの3バンドのイコライザが搭載されている。通常版とUltimate版があり、通常版はほぼ存在しておらず（機能がBass、Midrange、Treble、Gain、Volumeの5つのダイヤルのみで、スイッチでクリーン/ディストーションを切り替える）、上記のものはUltimate版にあたる。

### その他の製品
Rockbox
ハーフラック・モジュールやXPRなどのラック型エフェクターなどの収納や電源供給、スイッチなどを担う、樹脂製のケース。ハーフラックは最大10台まで収納出来る。これはアメリカなどでは高い頻度で出回っているが、日本ではあまり見かけられない。
Power Soak
1981年に発売された、SR&D社の最初の作品。アッテネーター。ギター用のアッテネーターでは初めて作られたものと言われている。Model IとModel IIの2種類が存在した。
MIDI Pedal
MIDI OctopusやXPRなどのMIDIで管理する効果を呼び出すためのペダル。値を+/-するペダルの他、5つのペダルが付いている。
その他ACアダプタや楽器用ケーブル、フットスイッチなども販売されていた。